# Matteo Pistono
Œuvres principales
In the Shadow of the Buddha et Fearless in Tibet: The Life of the Mystic Tertön Sogyal
Matteo (Matthew) Pistono né le 24 novembre 1970 est un écrivain et un bouddhiste engagé, en particulier en relation avec le Tibet. Il est l'auteur de livres et d'articles sur le Tibet et sa culture et la politique de la région de l'Himalaya notamment dans The Washington Post, GlobalPost, BBC's In-Pictures, Men's Journal, Kyoto Journal, et Himal Southasian.

## Biographie
Il est né et a grandi dans le Wyoming où il a obtenu son diplôme de premier cycle en anthropologie à l'université du Wyoming. En 1997, il a obtenu une maîtrise ès arts en philosophie indienne à l'École des études orientales et africaines de Londres (SOAS ). Son professeur à la SOAS était le célèbre philosophe russe Alexander Piatigorsky. Après avoir travaillé avec la Smithsonian Institution à Washington DC sur des programmes culturels tibétains , il a vécu et voyagé à travers l'Himalaya. Pendant cette période, il a documenté des preuves de violations des droits de l'homme au Tibet,.
En tant que bouddhiste, ses professeurs comprennent Sogyal Rinpoché, le regretté Khenpo Jigme Phuntsok et Khenpo Namdrol.
Il est le fondateur de Nekorpa, une fondation œuvrant à protéger les sites de pèlerinage dans le monde, et il siège au conseil exécutif de Réseau international des bouddhistes engagés, Rigpa Fellowship et Conservation pour l'Art et de la Culture tibétaine.

### Livres
- Fearless in Tibet: The Life of the Mystic Tertön Sogyal", Hay House, May 2014.  (ISBN 978-1401941468)
- In the Shadow of the Buddha: Secret Journeys, Sacred Histories, and Spiritual Discovery in Tibet, Dutton, 2011.  (ISBN 978-0525951193)
- “Engaged Buddhism” in Michael Buckley, Tibet: Travel Guide. Bradt Travel Guides. April, 2012.
- “The Hidden Shrine and Empty Picture Frame” (pg. 29-34) in Incomparable Warriors: Non-violent Resistance in Contemporary Tibet. ICT. 2005.
- “Tolerance and Totalization: Religion in Contemporary” in  Travelers to Tibet: A Selection of Eyewitness Accounts by Tibetans and Others (From 1959 to 2004). The Department of Information and International Relations, DIIR Central Tibetan Administration. 2004.
- (As editor) The Dalai Lama. Eight Verses for Training the Mind. Boston: Wisdom Publications. 1999.

### Magazines et Journaux
Inquiring Mind
- Issue 29. Spring 2013. Gomchen (Poetry)

Kyoto Journal
- Issue 76. Summer 2011. Restoring Dignity. Jungle Hermit in Sri Lanka. Page 97-100.
- Issue 74. 2010. Silk Roads; Samarkand to Nara. “Alexander Csoma de Kőrösi ― The Grandfather of Modern Day Tibetan Translation”
- Issue 71. 2008. Tea – a glimpse, a journey. “Sri Lanka Pilgrimage” pages 60–63 and “Masala Chai” page 40.

Kyoto Journal online
- 2011. « “Where Pilgrims & Conservationists Meet »(Archive.org • Wikiwix • Archive.is • Google • Que faire ?)”
- November 2009. “Socially Engaged Buddhists”.

HIMAL South Asia
- September 2002. . “Tolerance and Totalisation; Religion in Contemporary Tibet.” Pg 21-25
- September 2002. “Satyagraha In Exile” (pg 28-29) (Pistono interviews Prime Minister Samdhong Rinpoche)